# Pipistrellus paterculus

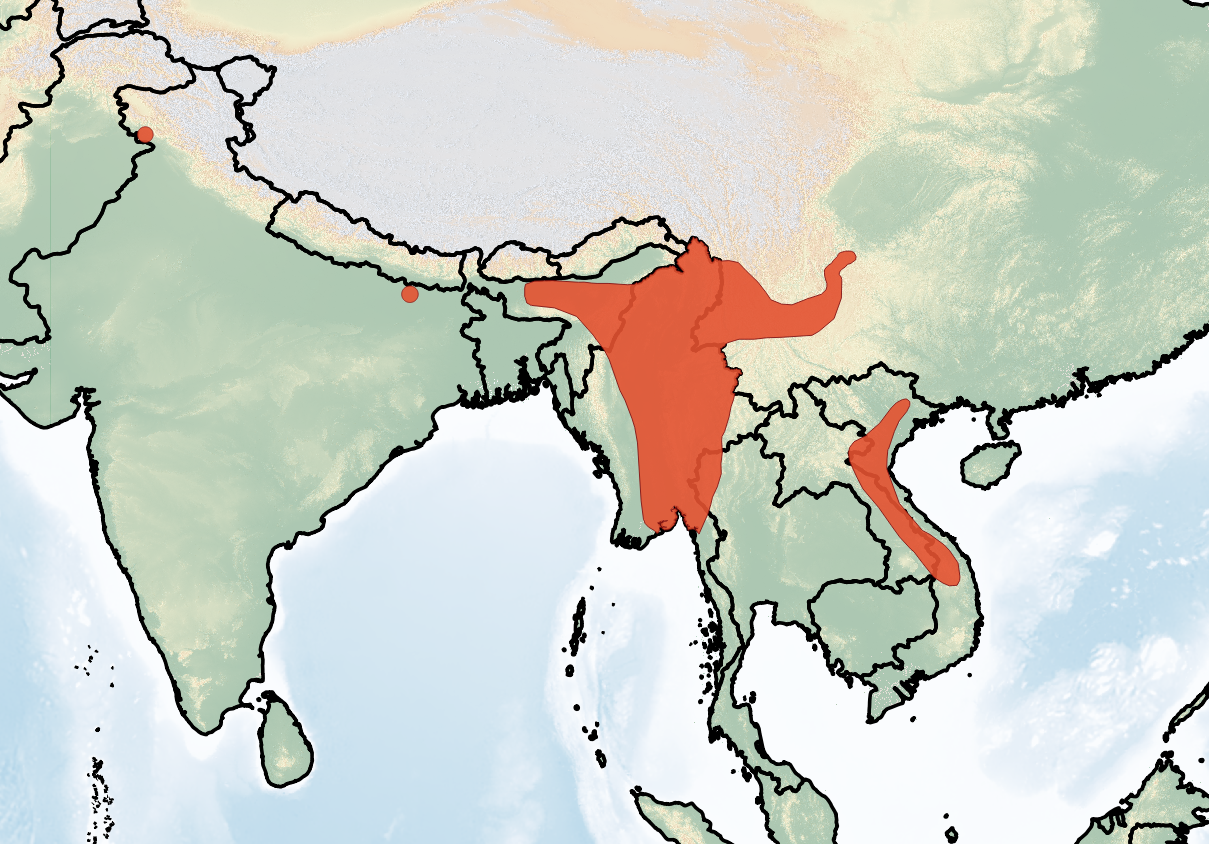
Distribuição de Pipistrellus paterculus

Pipistrellus paterculus é uma espécie de morcego da família Vespertilionidae. Pode ser encontrada na China, Índia, Mianmar, Tailândia e Vietname.